# Žaga
Žaga je orodje, s katerim se reže (oz. žaga) les in druge materiale. Glavni sestavni del žage je nazobčano ali valovito rezilo (tudi list), ki je pritrjen na nosilec. 
Glede na način pogona se žage delijo na ročne (enoročna ali dvoročna) ter na verižne motorne žage.

### Industrijske žage
Poimenovanje »žaga« se uporablja tudi za gospodarski obrat, kjer razrez lesa opravljajo delavci s stroji, 
Tovrstnim strojem za razrez pogon zagotavlja voda, para ali elektrika...

## Druga uporaba
V nekaterih kulturah se ročne žage tipa lisičji rep uporablja tudi kot glasbilo. 